# 圣阿尔皮尼安
圣阿尔皮尼安（法語：Saint-Alpinien，法語發音：[sɛ̃.t‿alpinjɛ̃]）是法国克勒兹省的一个市镇，属于欧比松区。

## 地理
圣阿尔皮尼安（45°58'40"N, 2°14'17"E）面积15.21 平方千米，位于法国新阿基坦大区克勒兹省，该省份为法国中部省份，位于法國中央高原西北部，北起安德尔省和谢尔省，西接维埃纳省，南至科雷兹省，东临多姆山省，东北与阿列省接壤。
与圣阿尔皮尼安接壤的市镇（或旧市镇、城区）包括：欧比松、马尔什地区贝勒加德、拉绍萨德、内乌、圣阿芒、新圣帕尔杜、圣西尔万贝勒加德。

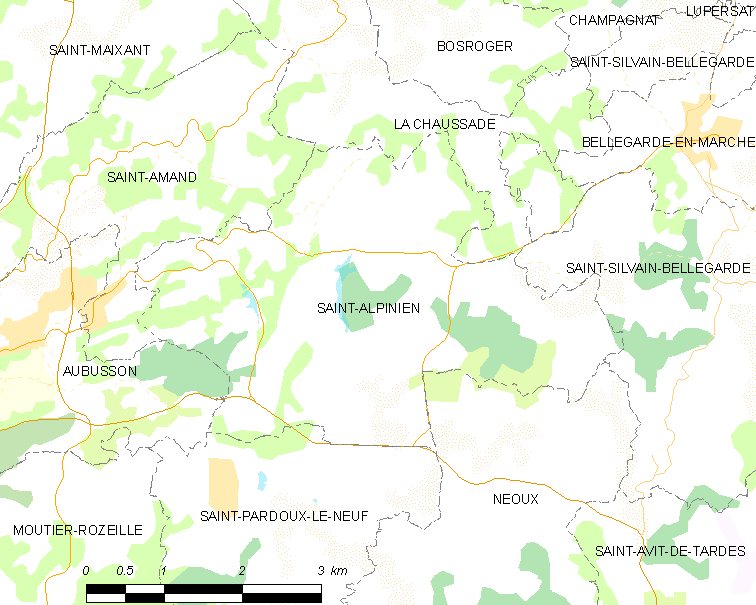
圣阿尔皮尼安的OSM定位图

圣阿尔皮尼安的时区为UTC+01:00、UTC+02:00（夏令时）。

## 行政
圣阿尔皮尼安的邮政编码为23200，INSEE市镇编码为23179。

## 政治
圣阿尔皮尼安所属的省级选区为欧比松县。

## 人口

1962-2008年间圣阿尔皮尼安人口变化图示

圣阿尔皮尼安于2022年1月1日时的人口数量为290人。